# 牧石村
牧石村（まきいしむら）は、岡山県御津郡にあった村。

## 歴史
かつての牧石郷にあたる。
明治維新の際には宮本村、河本村、平瀬邑、畑村、鮎帰村、金山寺邑、中原村といった諸村があったが、1875年（明治8年）3月に宮本村と河本村、平瀬邑を合併して玉柏村、畑村と鮎帰村を合併して畑鮎村とした。また、金山寺邑は金山寺村と改称した。
- 1889年（明治22年）6月1日 - 町村制の施行により、御野郡玉柏村、畑鮎村、金山寺村、中原村、原村が合併して村制施行し、牧石村が発足。
- 1900年（明治33年）4月1日 - 津高郡と御野郡が合併し御津郡となる。
- 1921年（大正10年）3月1日 - 南隣にあった御野村より宿村を編入。
- 1952年（昭和27年）4月1日 - 岡山市に編入され消滅。